# When the Sun Goes Down (album)
A When the Sun Goes Down az amerikai együttes, a Selena Gomez & the Scene harmadik stúdióalbuma. 2011. június 28-án jelent meg a Hollywood Records gondozásában. A csapat számtalan előadóval, dalszövegíróval és producerrel dolgozott, nem eggyel már a Kiss & Tell és A Year Without Rain című lemezek munkálatai során találkoztak. Ilyen többek között Rock Mafia, Katy Perry és Toby Gad. Ennek ellenére voltak új közreműködők is, Britney Spears, Sandy Vee, Priscilla Renea és Emanuel Kiriakou személyében. A korong elődjének dance-pop színvonalát folytatja, a 80-as évek elektro és diszkó elemeivel vegyítve. A szövegek a szerelemről, szabadságról, önértékelésről szólnak. A lemezről három kislemez jelent meg. Az első az akusztikus pop stílusú Who Says, mely 2011. március 14-én jelent meg, és az Egyesült Államok mellett Kanadában és Új-Zélandon is elismerésre méltó helyezéseket ért. Ezt követte a Love You Like a Love Song, mely szintén több országban került be a toplistákra. Az együttes az album sikereire sem panaszkodhat, ugyanis például Norvégiában, Belgiumban, Kanadában, Olaszországban is bejutott a top 10-es eladási listára. A harmadik kislemez, a Hit the Lights 2012. január 20-án jelent meg, Belgiumban 11. helyezést ért el.

## Háttér

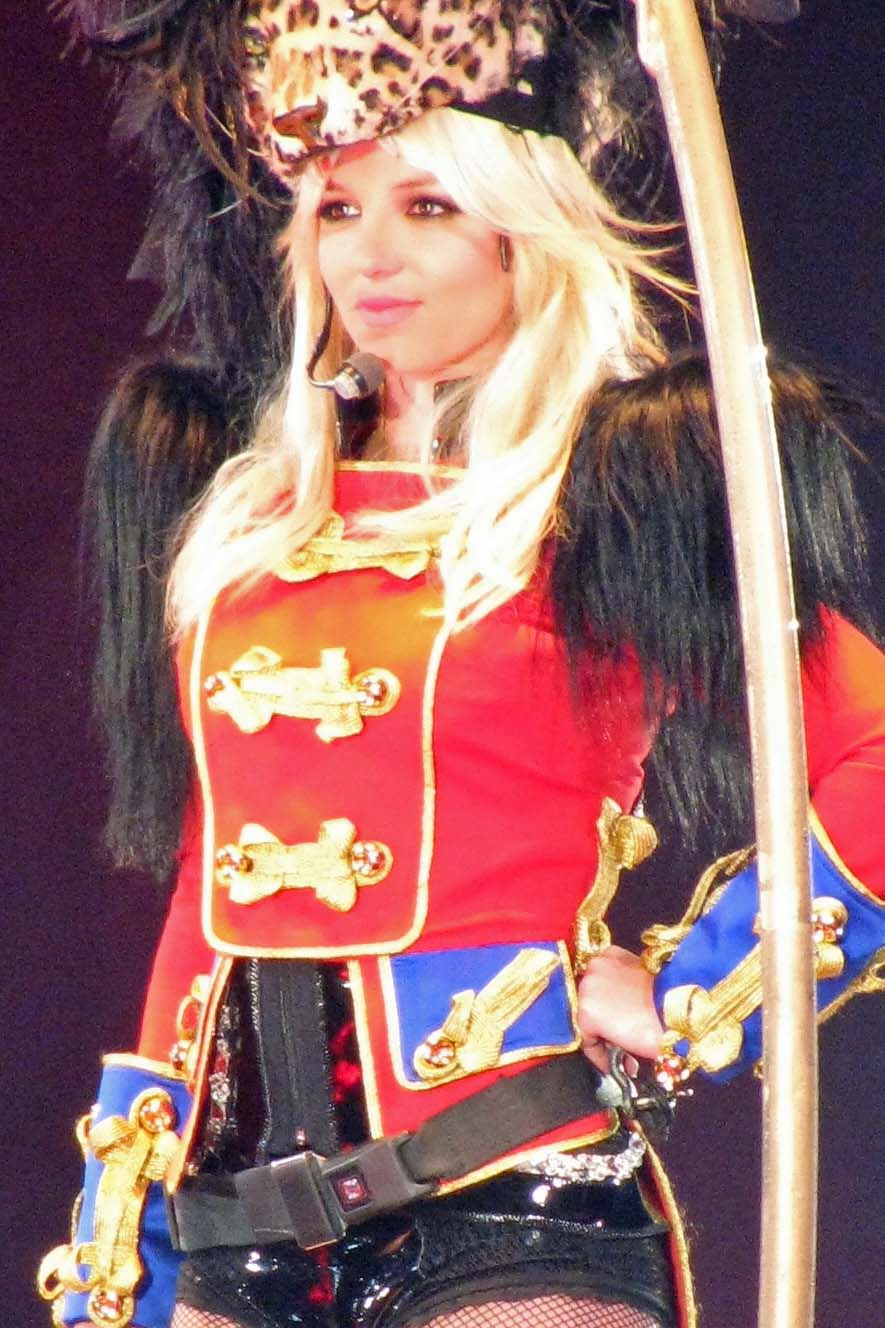
Az album Whiplash című dalát Britney Spears írta.

2009-ben megjelent az együttes első albuma, a Kiss & Tell, és ezt követte nem sokkal később ezt követte az A Year Without Rain című album. Selena azt mondta, nem siettette egy új korong kiadását, de miután meghallotta a Who Says-t, másképp vélekedett. A dal az On Air with Ryan Seacrest című rádiós műsorban debütált, az album első kislemezeként. 2011. március 18-án egy interjú során Selena már lelkesen beszélt közeledő lemezéről: „A harmadik album igazán vidám, van egy Hit the Lights című dal, amit nagyon szeretek, kihagyott lehetőségekről szól, de ez egy dance szám. Sokkal mélyebb [ez az album].” Azt is megerősítette, hogy Pixie Lott és Toby Gad is részt vettek a munkálatokban, majd hozzátette, a lemez várhatóan 2011 nyarán jelenik meg. Néhány nappal később kiderült, az együttes még nem adott címet az albumnak. Ezután fény derült egy újabb szám címére: a Britney Spears által írt Whiplash is az album része. A korong végleges neve június 2-án került nyilvánosságra, a dallista Gomez weboldalára került fel. Miután a lemez számai elkezdtek kiszivárogni, Gomez YouTube csatornájára valamennyit feltöltötte, személyes véleményével kiegészítve valamennyit. Az album 2011. június 28-án jelent meg a Hollywood Records gondozásában.

## Kompozíció

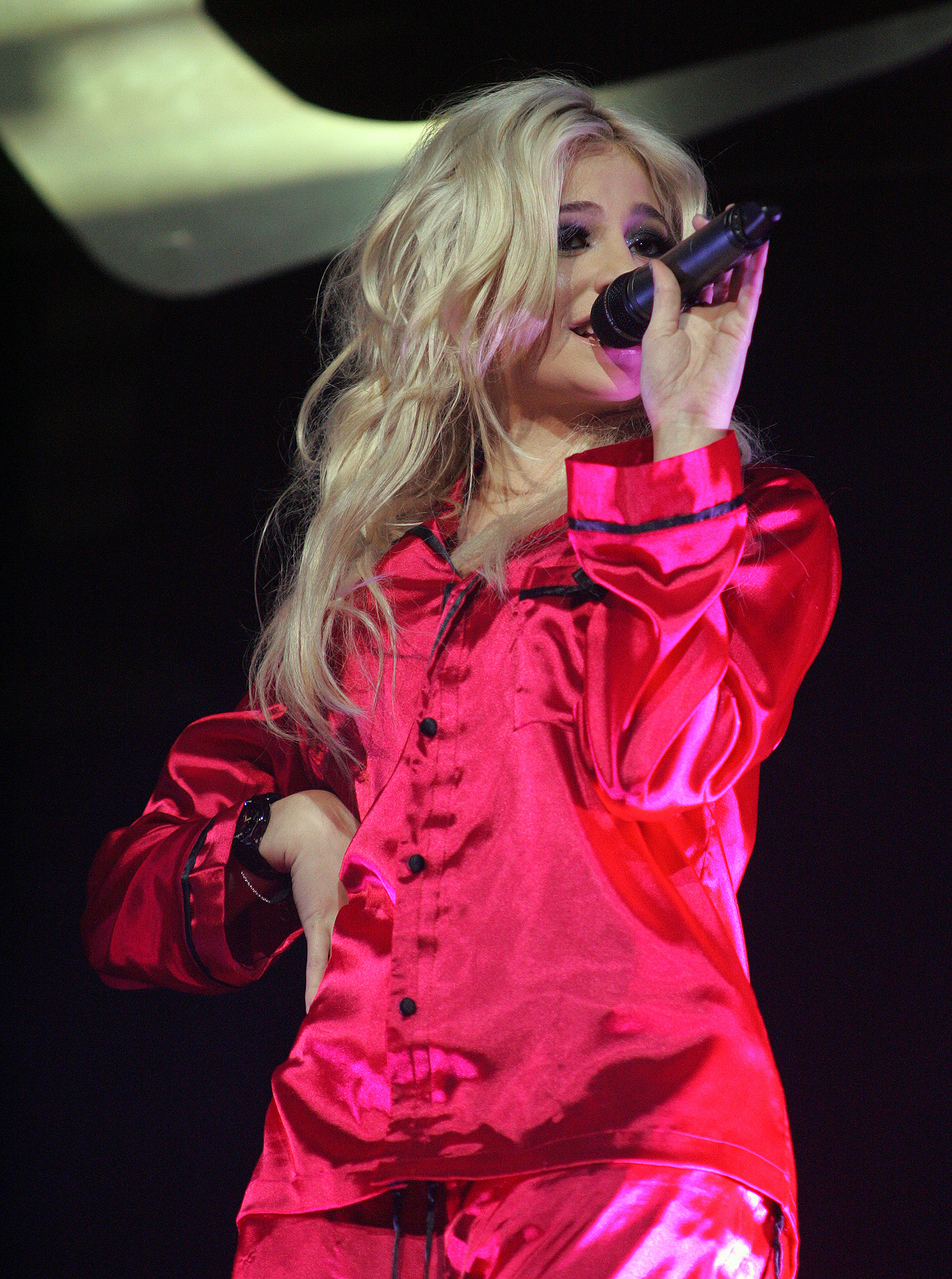
Pixie Lott brit énekesnő is közreműködött a lemezen.

Zeneileg az album elektropop és szintipop elemekre épül, hasonlóan az A Year Without Rain-hez. Egyes számokon, mint a Hit the Lights diszkó hatás fedezhető fel, balladai dalszövegük mellé közép- illetve gyors tempó társul. A Who Says és a We Own the Night (szerzője Pixie Lott) akusztikus hangzásúak, utóbbit eredetileg Kelly Clarkson-nak szánták. Az első dalt, a Love You Like a Love Song-ot  Antonina Armato, Tim James és Adam Schmalholz szerezte, producere Rock Mafia volt. Az eurodance ritmusra és enyhe dubstep befolyásra alapozó szám második kislemezként jelent meg. A Bang Bang Bang című dalt Gomez vidám és szemtelen felvételként jellemezte. A 80-as évek hangzását idézi, dalszövegében az énekesnő barátját dicséri. Később La Roux Bulletproof című dalához hasonlították. A Who Says az önkifejezésről szól, ahol az énekesnő kedvességét fejezi ki kritikusai iránt is. Az album első kislemezeként a Hot 100 24. helyén debütált, és 21. helyezésig jutott, ezzel az együttes legsikeresebb felvétele lett az Egyesült Államokban, Kanadában és Új-Zélandon. A  We Own the Night-ot Toby Gad és Pixie Lott brit énekesnő szerezték, utóbbi háttérvokállal is közreműködött. A Hit the Lights című számot Leah Haywood, Daniel James és Tony Nilsson  írták, producere Dreamlab volt. A dal dance stílusra épül, és a pillanatnak élés elvét hirdeti. Britney Spears amerikai énekesnő szerezte a Whiplash-t, mely  elektropop és glam műfajokon alapszik.
A címadó dalt az elektromos gitár és szintetizátor használata jellemzi. A When the Sun Goes Down Gomez és Joey Clement számára komoly jelentéssel bír. A nyolcadik szám, My Dilemma egy Kelly Clarkson stílusához hasonlítható pop-rock felvétel. A  That’s More Like It-et Katy Perry amerikai énekesnő írta. Az Outlaw című ballada Carrie Underwood Cowboy Casanova és Lady Gaga Monster című munkájához hasonlítható. A lemez utolsó dala, a Middle of Nowhere egy dance-pop ballada elektropop elemekkel. A bónusz kiadáson a Who Says spanyol változata, a Dices is helyet kapott.

## Kislemezek

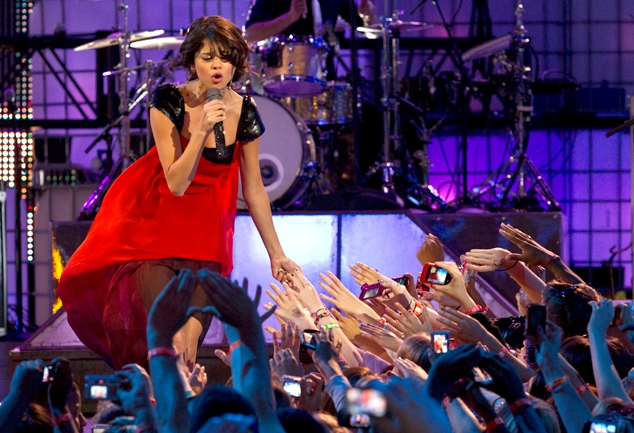
Selena Gomez az album első kislemeze, a Who Says előadása közben.

Az első kislemez, a Who Says Emanuel Kiriakou és Priscilla Hamilton szerzeménye, 2011. március 14-én jelent meg. A dalhoz rengeteg pozitív értékelés tartozott, többek között biztató dalszövege miatt. A szerzemény igen sikeres volt, a tengerentúlon több mint 1 millió példány kelt el a kislemezből, így platina minősítést kapott ott. Kanadában és Új-Zélandon is jól teljesített. Top 50-es lett Németországban és Írországban, de megjelent az Egyesült Királyság, Belgium, Ausztrália, Ausztria, Thaiföld és Vietnam slágerlistáin is.
Június 17-én megjelent a Love You Like a Love Song, mely világszerte hatalmas sikernek örvendett. A hozzá tartozó videóklip az énekesnő VEVO csatornáján tekinthető meg június 23. óta.
A Hit the Lights az énekesnő 2011 szeptemberében forgatta le. Novemberben jelent meg, és több ország toplistáján is megjelent. Kislemezként 2012. január 20-án jelent meg.
2012. május 29-én bejelentették, hogy a My Dilemma Flo Rida közreműködésében az album negyedik kislemezeként fog megjelenni. Később Rock Mafia jelentette be, a kiadó úgy döntött, nem adja ki a My Dilemma 2.0-t. Szeptember 6-án közölte, valószínűleg a következő albumon jelenik meg.

### Promóciós kislemezek
Az album érkezése előtti visszaszámlálás során az együttes két promóciós kislemezt adott ki. Az egyik a Bang Bang Bang, mely 2011. június 7-én jelent meg az iTunes-on. Ezt követte a Dices, mely a Who Says spanyol változata.

## Kereskedelmi fogadtatás
Az album 2011. június 28-án jelent meg. Július 4-én 4. helyen debütált az USA-ban, 78 000 eladott példány után. Az ezt követő héten már harmadik helyezést foglalt a lemez. Kanadában 9 ezer eladás után 2. helyen debütált. Spanyolországban is ezt a pozíciót szerezte meg. Három hetett töltött ott a második helyezésen. Belgiumban 21. helyen debütált, majd a hatodikig ugrott. Mexikóban hatodik helyezésen debütátl. Norvégiában is hatodik pozícióig jutott. A RIAA 2011. november 17-én arany minősítést ítélt a lemeznek.

## Az album dalai
|     | Cím                                        | Szerző(k)                                                       | Producer(ek)                  | Hossz |
| --- | ------------------------------------------ | --------------------------------------------------------------- | ----------------------------- | ----- |
| 1.  | Love You Like a Love Song                  | Antonina Armato, Tim James, Adam Schmalholz                     | Rock Mafia, Devrim Karaoglu   | 3:08  |
| 2.  | Bang Bang Bang                             | Toby Gad, Meleni Smith, Priscilla Hamilton                      | Gad                           | 3:15  |
| 3.  | Who Says                                   | Emanuel Kiriakou, Hamilton                                      | Kiriakou                      | 3:16  |
| 4.  | We Own the Night (közreműködik Pixie Lott) | Gad, Lott                                                       | Gad                           | 3:47  |
| 5.  | Hit the Lights                             | Leah Haywood, Daniel James, Tony Nilsson                        | Dreamlab                      | 3:14  |
| 6.  | Whiplash                                   | Greg Kurstin, Nicole Morier, Britney Spears                     | Kurstin                       | 3:40  |
| 7.  | When the Sun Goes Down                     | Selena Gomez, Joey Clement, Steve Sulikowski, Stefan Abingdon   | Abingdon                      | 3:16  |
| 8.  | My Dilemma                                 | Armato, James, Karaoglu                                         | Rock Mafia, Karaoglu          | 3:10  |
| 9.  | That’s More Like It                        | Josh Alexander, Billy Steinberg, Katy Perry                     | Alexander, Steinberg          | 3:09  |
| 10. | Outlaw                                     | Selena Gomez, Armato, James, Thomas Armato Sturges              | Rock Mafia, Karaoglu, Sturges | 3:22  |
| 11. | Middle of Nowhere                          | Espen Lind, Amund Bjorklund, Sandy Wilhelm, Carmen Michelle Key | Sandy Vee, Espionage          | 3:27  |
| 12. | Dices (Who Says - spanyol változat)        | Kiriakou, Hamilton; Edgar Cortazar, Mark Portmann               | Kiriakou                      | 3:16  |

| 13. | Fantasma de Amor (Ghost of You - spanyol változat) | Edgar Cortazar, Ernesto Cortazar, Mark Portmann | 3:24 |
| 14. | A Year Without Rain (Dave Audé Radio Remix)        | Toby Gad, Lindy Robbins                         | 4:00 |
| 15. | Who Says (Bimbo Jones Radio Remix)                 | Kiriakou, Renea                                 | 2:51 |
| 16. | Who Says (Dave Audé Radio Remix)                   | Kiriakou, Renea                                 | 3:35 |

| 13. | Love You Like a Love Song (Dave Audé Radio Mix)                   | 3:17 |
| 14. | Love You Like a Love Song (Dave Audé Club Mix)                    | 6:28 |
| 15. | Love You Like a Love Song (Jump Smokers Radio Remix)              | 4:11 |
| 16. | Love You Like a Love Song (Jump Smokers Club Remix)               | 4:36 |
| 17. | Love You Like a Love Song (DJ Escape & Tony Coluccio Radio Remix) | 3:16 |
| 18. | Love You Like a Love Song (DJ Escape & Tony Coluccio Club Remix)  | 6:38 |
| 19. | Love You Like a Love Song (Mixin Marc & Tony Svejda Radio Remix)  | 3:59 |
| 20. | Love You Like a Love Song (Mixin Marc & Tony Svejda Club Remix)   | 5:49 |

| 13. | Love You Like a Love Song (Színfalak mögött) | 3:54 |

| 13. | Who Says (Dave Audé Radio Remix)                  | Emanuel Kiriakou, Renea                                                | 3:33 |
| 14. | Round & Round (7th Heaven Radio Mix)              | Kevin Rudolf, Andrew Bolooki, Fefe Dobson, Jeff Halavacs, Jacob Kasher | 3:42 |
| 15. | A Year Without Rain (Fascination Club Radio Edit) | Lindy Robbins, Toby Gad                                                | 3:50 |

| 1. | Who Says (videóklip)                  | 3:21 |
| 2. | Love You Like a Love Song (videóklip) | 3:41 |

| 12. | Who Says (SmashMode Radio Remix) | 3:21 |

## Fordítás
- Ez a szócikk részben vagy egészben  a   When the Sun Goes Down (Selena Gomez & the Scene album) című angol Wikipédia-szócikk fordításán alapul.  Az eredeti cikk szerkesztőit annak laptörténete sorolja fel. Ez a jelzés csupán a megfogalmazás eredetét és a szerzői jogokat jelzi, nem szolgál a cikkben szereplő információk forrásmegjelöléseként.